# Щоголєв Сергій Никифорович
Сергій Никифорович Що́голєв (імовірно, 1862 — 22.05.1919) — лікар за фахом, громадський діяч, публіцист, член «Клуба русских националистов города Киева» (із березня 1917 — «Киевский клуб прогрессивных русских националистов»). Із 1908 — чиновник з особливих доручень при київському губернаторові та завідувач діловодства Київського губернського у справах про товариства присутствія. Із 1909 по 1917 був також членом Київського тимчасового комітету у справах друку, в якому відповідав за цензуру українських книжок. У грудні 1909 підготував
доповідну записку «О польских и малорусских просветительных обществах с 7 уставами».

Відвезена київським губернатором О. Гірсом у Санкт-Петербург, записка Щоголєва стала підставою для появи Столипінського циркуляра 20 січня 1910, спрямованого проти «інородчеських» культурнопросвітніх товариств. На підставі доповідної записки Щоголєва від 1 квітня 1910, в якій було проаналізовано 12 видань Київського товариства «Просвіта» імені Тараса Шевченка, це товариство було закрите рішенням місцевої адміністрації від 8 квітня 1910 як таке, що становить «загрозу громадському спокою та безпеці». 1912 Щоголєв підготував для «Киевлянина» цикл статей під заголовком «Южнорусский сепаратизм» та видав велике дослідження «Украинское движение как современный этап южнорусского сепаратизма», в якому з позицій малорусизму та російського націоналізму звів український рух до триєдиного сепаратизму: культурного, економічного та політичного, інспірованого ззовні й здійснюваного «зрадниками»-українофілами, які є «инородствующими русскими же людьми». Скорочений авторський варіант цієї праці Щоголєва під назвою «Современное украинство: его происхождение, рост и задачи» побачив світ двома виданнями 1913 та 1914 (наклад 1-го видання становив більше 5 тис. прим.) і привернув до себе увагу громадськості та урядовців. В українських колах праця Щоголєва була кваліфікована як «підручник для жандармів».

У березні—квітні 1914 він опублікував у «Киевлянине» в 7-ми частинах нове дослідження «Украинство под польской опекой».

З осені 1914 до кінця 1917 Щоголєв — старший лікар шпиталю № 5 Союзу міст (див. Союз міст). 1918 листувався з В.Науменком і навіть жертвував кошти для відродженого останнім Товариства грамотності. У більшовицькому Києві Щоголєв із березня 1919 працював у системі народного комісаріату охорони здоров'я УСРР, але був заарештований як колишній член «Клуба русских националистов города Киева» і розстріляний.